# 山北スマートインターチェンジ
山北スマートインターチェンジ（やまきたスマートインターチェンジ）は、神奈川県足柄上郡山北町に設置予定の新東名高速道路のスマートインターチェンジである。名称は仮称である。

## 概要
本線直結型で建設され、利用可能車種はETC搭載の全車種で24時間運用。東京方面のみ出入可のハーフICとなる予定。

## 接続する道路
- 神奈川県道76号山北藤野線

## 沿革
- 2014年（平成26年）8月8日 : 国土交通省より連結許可が下りる[1]。
- 2027年（令和9年）度 : 新秦野IC - 新御殿場IC間 開通に伴い、供用開始予定[2][3][4]。

## 周辺
- 道の駅山北

## 隣
E1A 新東名高速道路
(4) 新秦野IC - 山北SIC（事業中） - 小山PA/SIC（事業中） - (5) 新御殿場IC